# Jizō
Jizō (jap. 地蔵), Jizō Bosatsu (jap. 地蔵菩薩) Jizōson (jap. 地蔵尊) – japoński odpowiednik bodhisattwy Ksitigarbha, opiekun dzieci, podróżnych, ciężarnych kobiet, ludzi znajdujących się w niebezpieczeństwie (w tym strażaków), plonów w rejonach rolniczych. Drugie, co do popularności, bóstwo buddyjskie po Kannon.

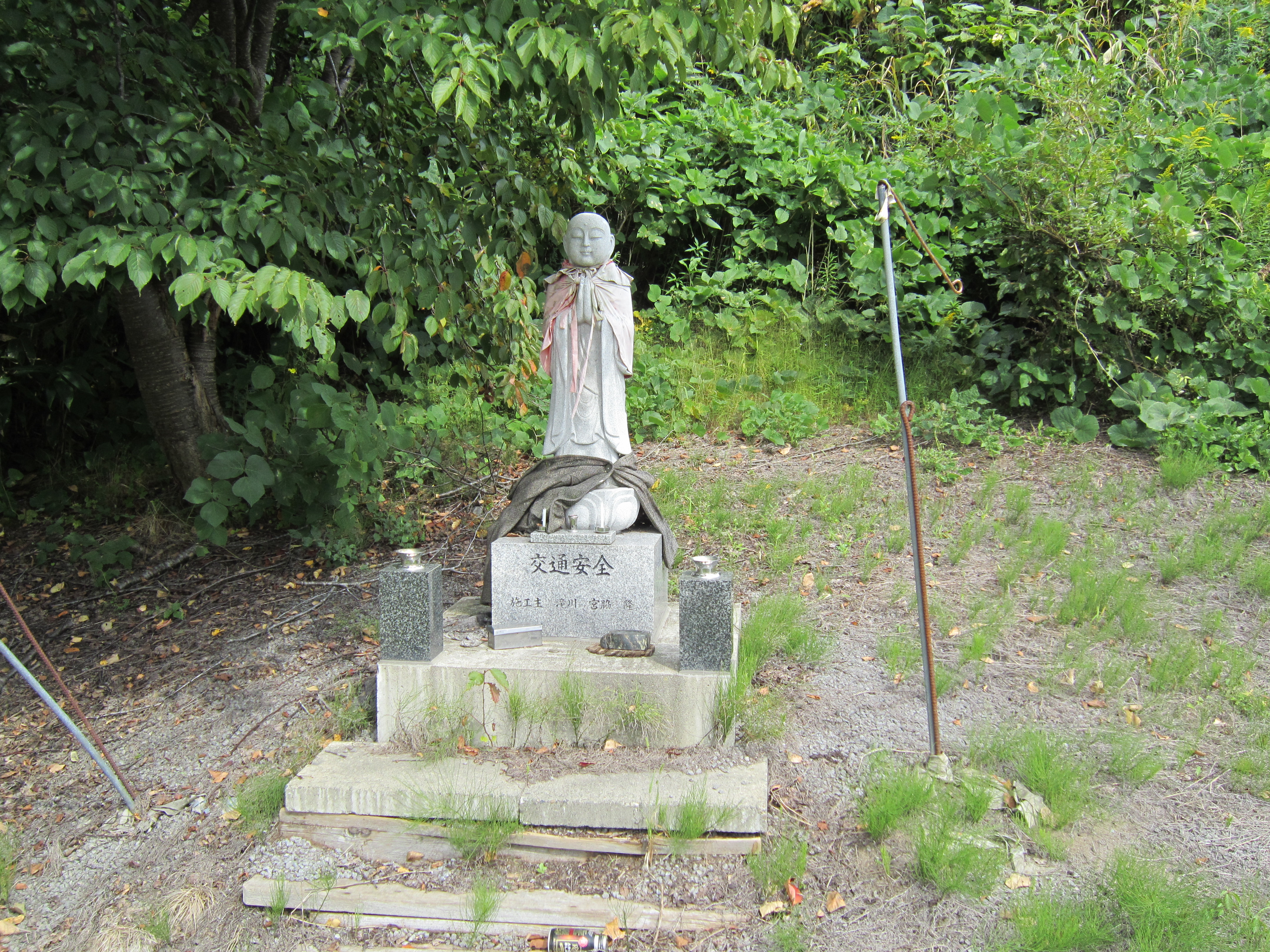
Strzegący bezpieczeństwa na drodze w Shintotsukawa (Hokkaido)

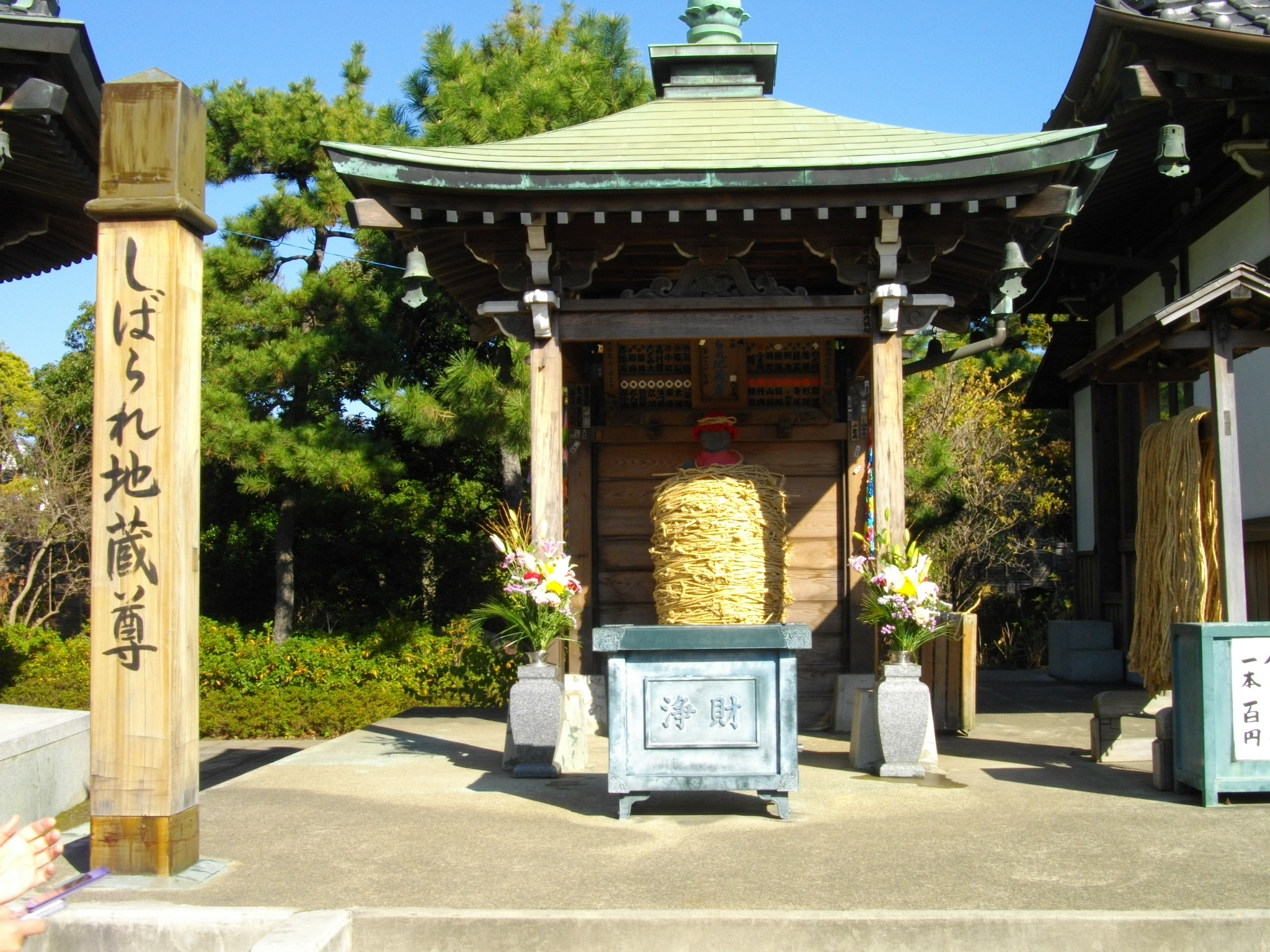
Związany Jizō

## Kult Jizō
Posągi i posążki Jizō, kamienne, drewniane lub odlane z betonu, są rozsiane po całym kraju, często w pobliżu skrzyżowań drogowych, mostów, wśród pól ryżowych. W niektórych regionach Japonii władze lokalne ustawiają je w roli strażników bezpieczeństwa ruchu drogowego.
Bosatsu ten zyskał większą popularność w Japonii, niż jego kontynentalni odpowiednicy. Japończycy czczą go jako patrona noworodków i dzieci nienarodzonych, pielgrzymów i kobiet w ciąży. Jego posągom przypisuje się nierzadko magiczną właściwość (np. odnajdowanie zagubionych rzeczy, spełnianie życzeń). Elementem jego kultu jest ubieranie posągów w czerwone (kolor odstraszający demony) peleryny, śliniaczki i nakrycia głowy, na znak, że pragną opiekować się bóstwem.
Jizō jest także patronem usuniętych podczas aborcji embrionów lub martwo urodzonych dzieci. W Japonii specjalna ceremonia (mizuko-kuyō) odbywa się, aby ułatwić im reinkarnację. Składa się wtedy dary dla świątyni i ofiarowuje szaty dla Jizō. Bosatsu podczas tej ceremonii symbolizuje zabitego embriona. Kobiety, które poddały się aborcji często wykupują kamienny posążek Jizō w postaci małego dziecka. W rocznicę dokonania aborcji zmienia się jego szaty (czapeczkę i pelerynkę), a także ustawia przed nim kolorowe wiatraczki. Takie posążki są ustawiane w długich rzędach przy świątyniach (np. w świątyni Zōjō-ji w Tokio). Są ich bowiem nieraz tysiące.
Według mitów, zmarłe dzieci, których rodzice nie modlą się o ich reinkarnację, a tylko opłakują je samolubnie, znajdą się w piekle, gdzie będą bez końca budować świątynie z piasku, niszczone ciągle przez demony. Jedynym ratunkiem dla takich dzieci jest Jizō, który pociesza je i ułatwia ponowne narodziny.
Imienia Jizō nie wymawia się w Japonii w prostej formie słownikowej, ale w uprzejmej, wyrażającej szacunek: O-Jizō-sama

## Legendy

### Skrępowany Jizō
W tokijskiej dzielnicy Katsushika, w świątyni Nanzō-in, stoi posąg zwany „Skrępowany Jizō” (napis pionowy po lewej stronie ilustracji). Według legend, stał on w przeszłości w odosobnionym miejscu w dzielnicy Honjo (ob. Sumida) w cieniu ogromnego drzewa. Pewnego razu wędrowny sprzedawca kimon zdrzemnął się pod nim, a kiedy się obudził, zobaczył, że jego towary zniknęły. Zgłosił kradzież, a sędzia śledczy po wysłuchaniu poszkodowanego kazał aresztować Jizō. Związany sznurami i osadzony w klatce posąg-przestępca został zabrany do urzędu w dzielnicy Yuraku-chō. Niezwykły widok zwabił tłumy ciekawskich. Kiedy wszyscy znaleźli się za murami urzędu, bramy zamknięto, a ludziom ogłoszono, że są aresztowani za wtargnięcie bez zezwolenia na teren urzędu. Powiedziano im, że zostaną uwolnieni po zapłaceniu grzywny ubraniami. Następnego dnia stosy kimon znalazły się na podwórzu urzędu, kradziony sprzedawca odnalazł swój towar, a złodziej złapany. Uwolniony posąg Jizō został przewieziony na dawne miejsce. Od tego czasu ludzie, których okradziono przychodzą do niego i obwiązują powrozem, obiecując uwolnienie, jeżeli znajdzie złodzieja. Duża liczba powrozów świadczy, iż Jizō nie śpieszy się ze spełnianiem ich próśb.

### Zamiana
Dawno temu w dzielnicy Jokohamy Tsurumi mieszkał pewien wdowiec o imieniu Magobei. Miał on dwunastoletniego syna, który z braku matki, czując się samotnym i opuszczonym, szukał pocieszenia w towarzystwie posągu Jizō. Jego ojciec chcąc zapewnić chłopcu opiekę, ożenił się ponownie, ale nowa żona okazała się okrutną macochą, która nienawidziła i prześladowała swojego pasierba. Pewnego dnia gotowała jedzenie dla koni (Magobei zarabiał na życie, przewożąc towary swoim zaprzęgiem) i pod nieobecność męża uśmierciła go, wrzucając do wrzącego kotła. Wyjęła następnie ciało i nakryła matą w ciemnym kącie izby. Jak ogromne było jej zdumienie, kiedy do domu powrócił Magobei, a z nim żywy, zdrowy chłopiec. Zaskoczona odkryła matę przykrywającą ciało i zobaczyła, że leży tam posąg Jizō. Został on umieszczony w świątyni Ryōchū-ji i podobno dokonał jeszcze wielu miłosiernych uczynków.

### Strażak
Posąg Jizō w świątyni Jizō-dō w pewnej wiosce był przedmiotem szczególnego szacunku pary staruszków. Pewnego dnia we wsi wybuchł pożar i ogarnął świątynię. Staruszkowie rzucili się do gaszenia, aby uratować swojego ulubionego Jizō. Zmęczyli się bardzo, ale uratowali posążek. Kiedy utrudzeni powrócili do swojego domu, zobaczyli, że on też płonie, ale nieoczekiwanie pojawił się mały, nieznany nikomu chłopiec, który skoczył w płomienie i wyniósł z niego wszystko, co posiadało jakąkolwiek wartość. Staruszkowie byli jedynymi ludźmi w całej spalonej wsi, którym udało się cokolwiek uratować, dzięki tajemniczemu chłopcu. Następnego dnia udali się do Jizō-dō, aby wyrazić swoją wdzięczność. Zauważyli wówczas, że posąg miał obie stopy nadpalone i zrozumieli, że to on był ich dobroczyńcą.

## Pochodzenie i opis
Jizō jest w japońskim buddyzmie opiekunem dzieci, które zmarły zanim przyszły na świat. Takie dzieci nazywane są mizuko lub mizugo, a z szacunkiem mizuko-sama (martwy lub poroniony płód, dosł. wodne dzieci). Uważa się, że Jizō (Mizuko-Jizō) pomaga im w ponownych narodzinach, aby mogły świadomie wyzwolić się z cyklu życia i cierpienia rinne (sansara, samsara, reinkarnacja).
Buddyzm stanowczo potępia aborcję, którą uważa za jednoznaczną z zabójstwem człowieka i dlatego w tej religii rozwinęły się rytuały przebłagalne, które pomagają złagodzić skutki karmiczne tego czynu.  i Hase-dera w Kamakurze. Stoją tam tysiące małych, kamiennych figurek Jizō, reprezentujących nienarodzone dzieci. Rodzice ubierają te posążki w kolorowe czapeczki, śliniaczki i płaszczyki i ustawiają przy nich kwiaty i zabawki (np. kolorowe wiatraczki) a także drobne upominki. Istnieją też różne rytuały przebłagalne, np. mizuko-kuyō.

## Ikonografia
Jizō jest tradycyjnie przedstawiany z ogoloną głową, w szacie mnicha (w przeciwieństwie do innych bosatsu, którzy są odziani w książęce szaty). W lewej ręce trzyma hōju-no-tama (宝珠の玉) lub inaczej nyoi-hōju (如意宝珠), czyli (sanskryt: ćintamani), klejnot spełniający życzenia. Natomiast w prawej trzyma shakujō (錫杖), (sanskryt: khakkhara), buddyjski długi kij z dzwoniącymi pierścieniami, używany w modlitwie i jako broń, a także ostrzegający owady i drobne zwierzęta, aby na nie przypadkiem nie nastąpić; dzwonienie służy również do powiadamiania wiernych, że w zasięgu ich słuchu znajduje się mnich potrzebujący jałmużny. Podobnie jak w przypadku innych bosatsu stoi często na podstawie w formie kwiatu lotosu, symbolizującego wyzwolenie od koła karmy.
Łagodność, popularność i wszechobecność Jizō jest widoczna także w japońskim słownictwie. Na stałe weszły takie zwroty, jak jizō-gao (wesoła, delikatna, okrągła twarz), czy jizō-mayu (długie brwi o delikatnym rysunku).

## Galeria

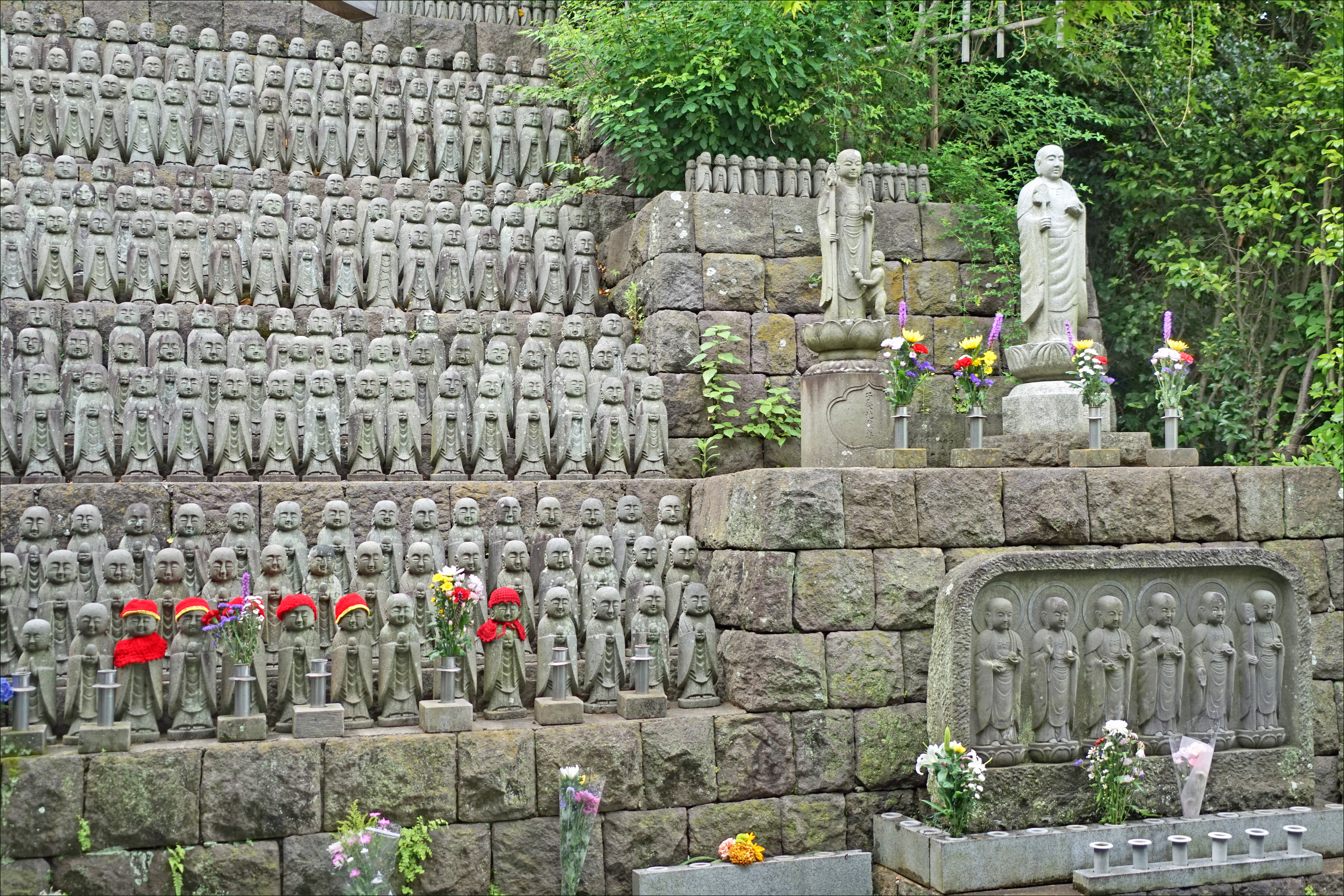
Hase-dera w Kamakurze
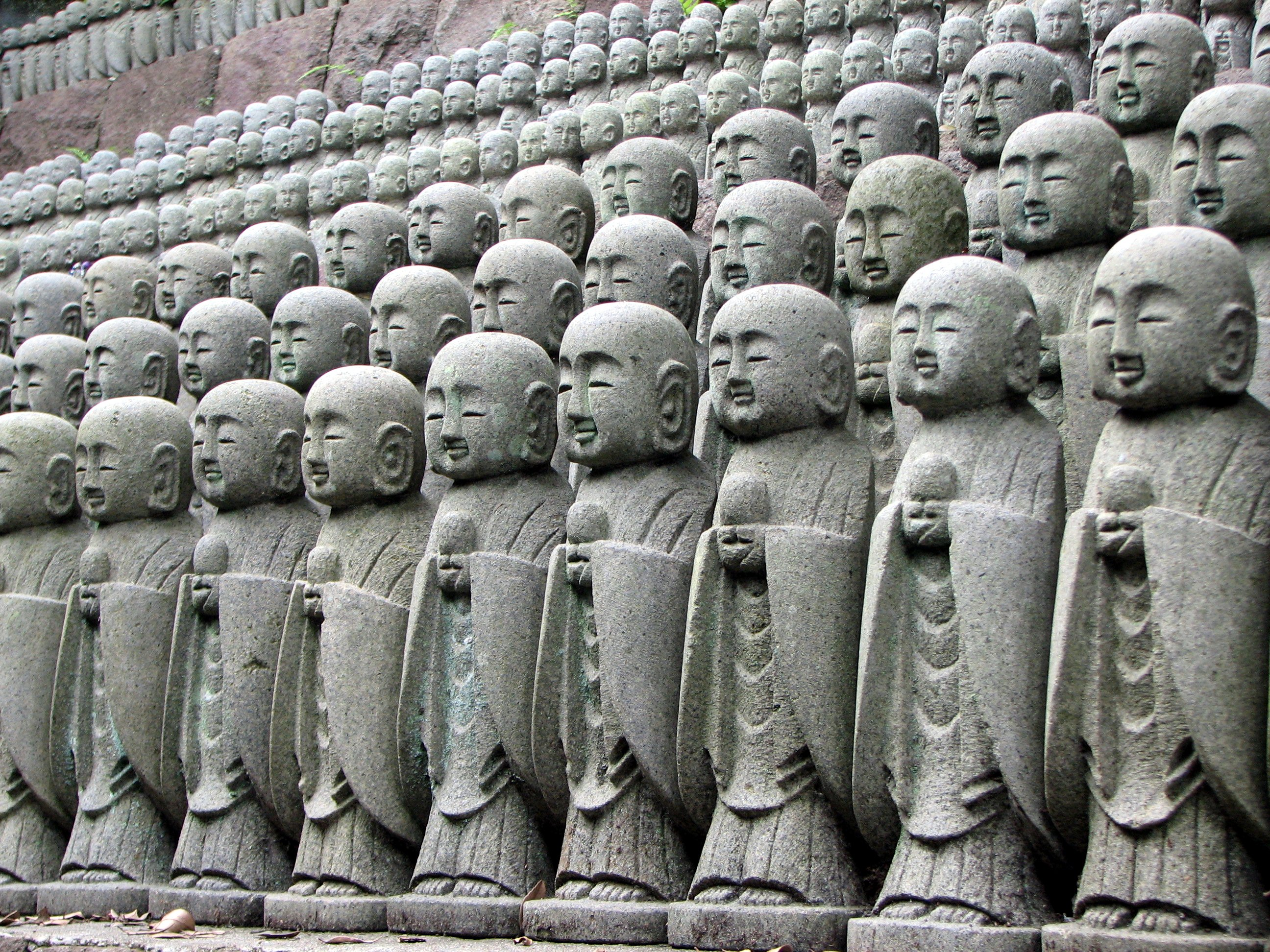
Hase-dera
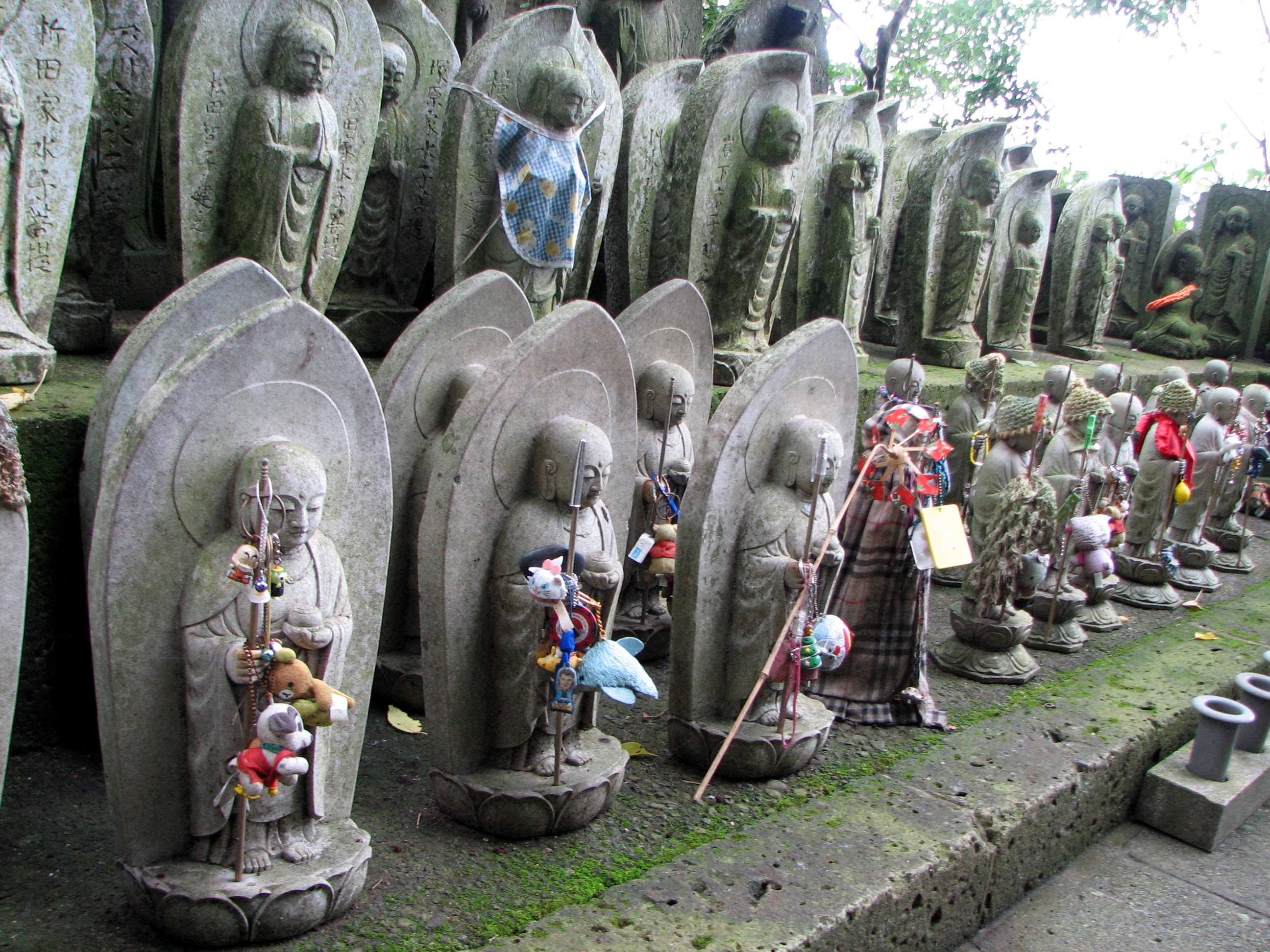
Hase-dera
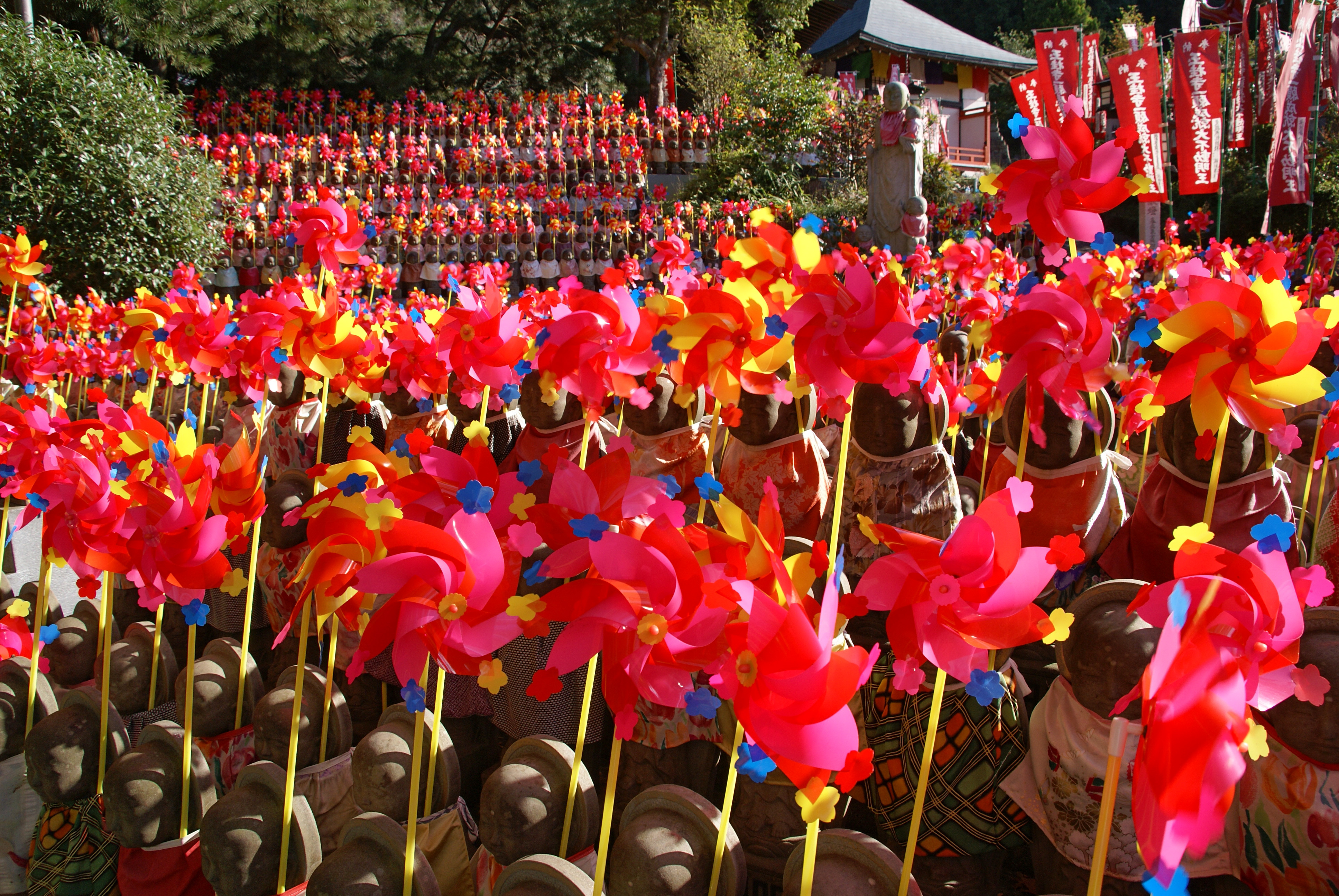
Świątynia Gyokukei-ji w Shibata
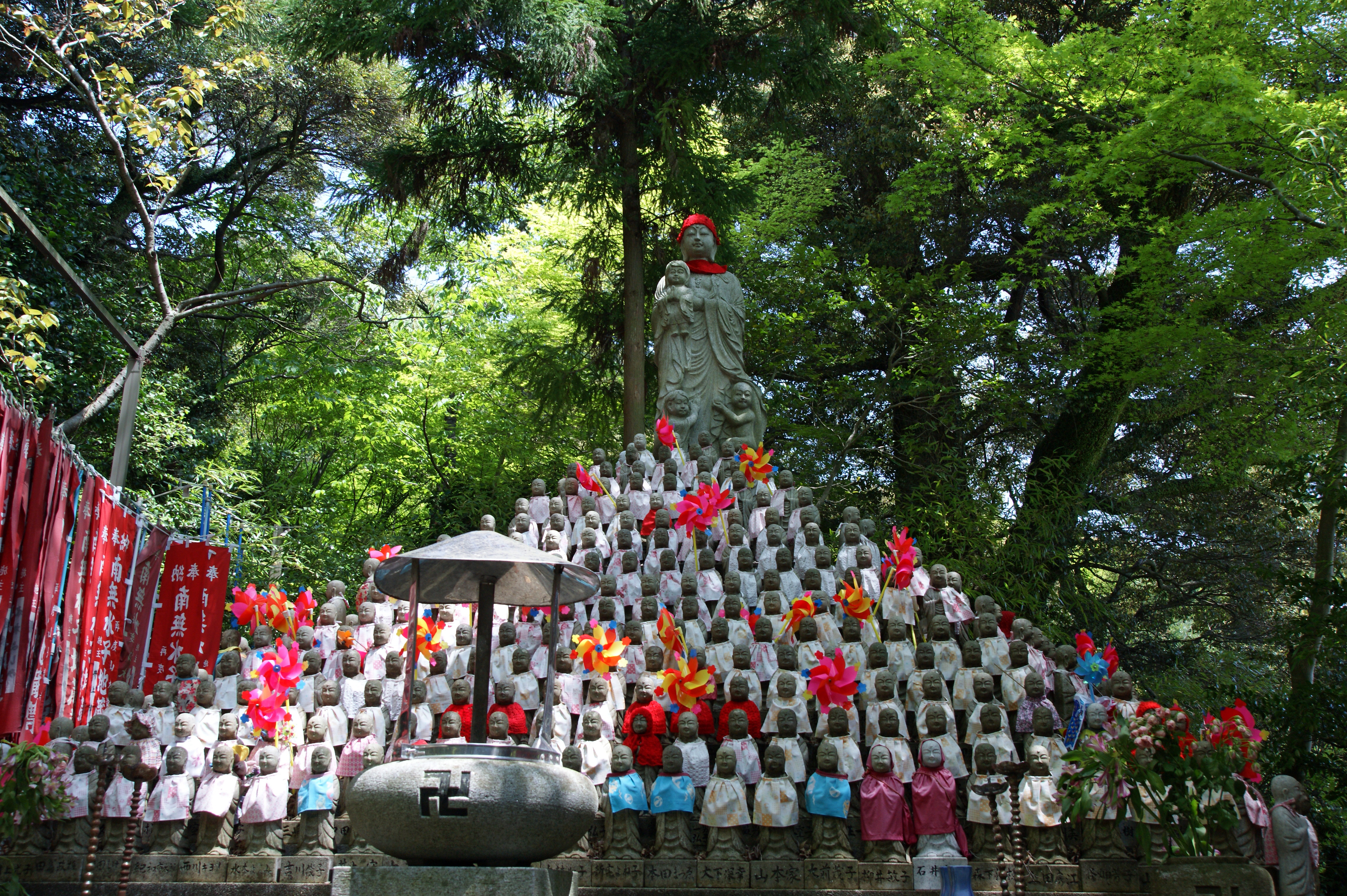
Świątynia Tairyū-ji w Kobe
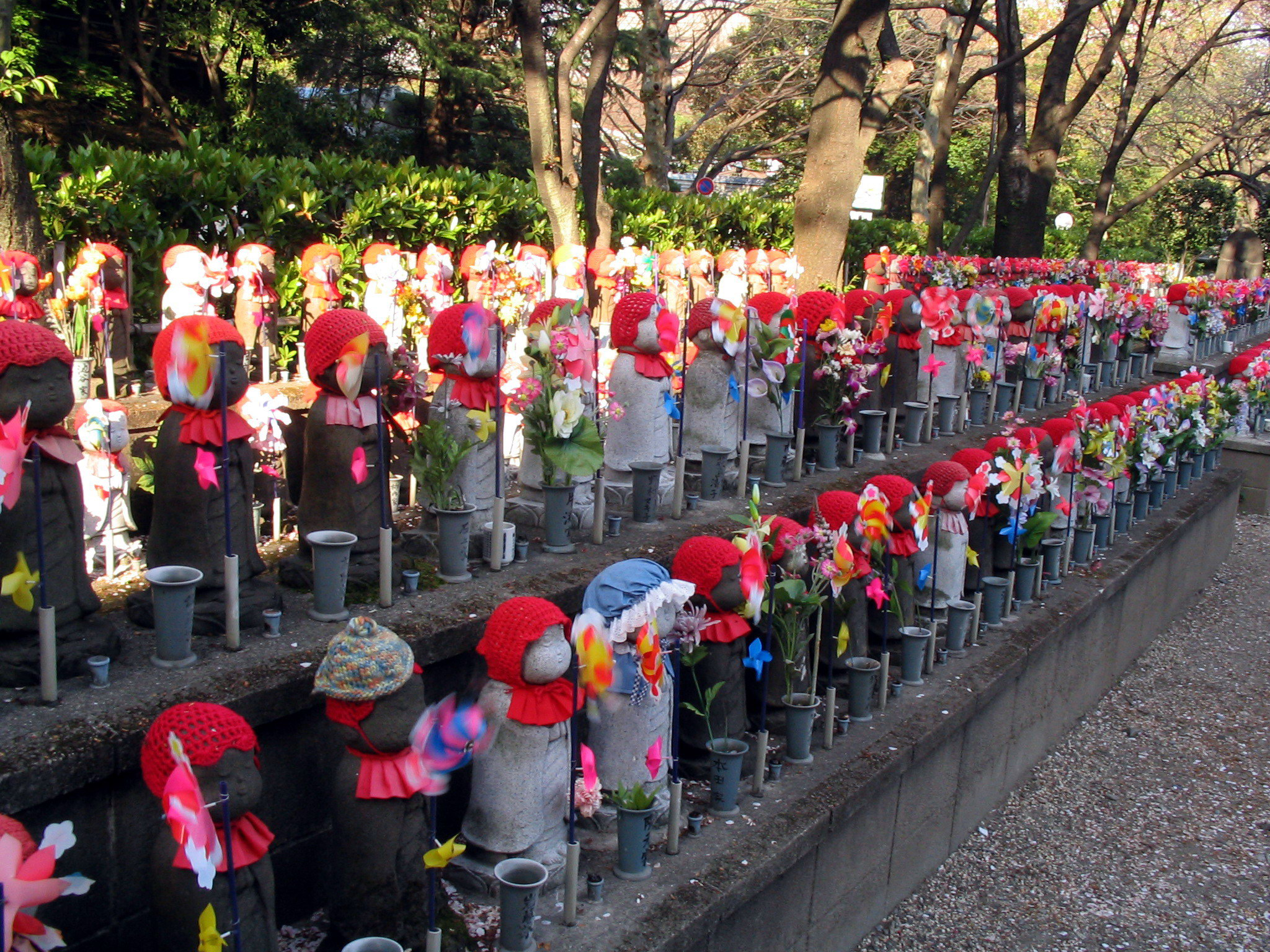
Zōjō-ji w Tokio